# GSh-6-23 (機関砲)
GSh-6-23（Gryazev-Shipunov 6-23：ロシア語: ГШ-6-23（Грязев-Шипунов 6-23）は、9-A-768の名でも知られるソビエト連邦製の6砲身23mm ガトリング砲である。

## 概要
GSh-6-23は、主にソ連・ロシア連邦製航空機に航空機銃として搭載される。多くのアメリカ製の機械動力式ガトリング砲と異なり、電気動作式ではなくガス動作式を用いており、ガス動作式で高発射レートのガトリング砲を作るのにはかなりの工学的困難があるにもかかわらず、極めて高い発射レートでの射撃を実現している。また、砲身が規定の回転速度に達するまでのスピンアップ時間の大幅な短縮にも成功しており、弾丸を敵機に送り込めるチャンスが非常に短い高速化した現代の航空戦においては重大なアドバンテージである。
使用砲弾は、ロシア製AM-23 23x115mm弾である。給弾方式はベルトリンクもしくはリンクレスフィード、射撃管制は電気式で、27V直流式。発射レートは、最大で9,000-10,000発毎分にまで達する。しかし、この高発射レートのため弾薬の消費が激しく、MiG-31 フォックスハウンドを例に取ると、260発の弾丸をわずか2秒以下で撃ちつくしてしまうという欠点も存在する。
アメリカ製のもっとも著名なガトリング砲であるM61 バルカンとの比較では、初速は劣るものの、発射レートが50-66%高く、より大型の弾丸を発射することができる。更に、GSh-6-23の重量はおよそ76kgであるが、M61は軽量化されたA2型でも92kgであり、GSh-6-23のほうがより軽量かつコンパクトである。

## 搭載機種
GSh-6-23を搭載するのは、Su-24戦闘爆撃機やMiG-31要撃機などで、ほかにもSPPU-6 ガンポッドにも搭載され、これは、45°の仰角から-45°の俯角を取ることが可能である。
しかし、1983年に2機のSu-24が弾丸の早期爆発で失われ、そのほかにもシステムの故障などの問題が生じていたことから、GSh-6-23の運用はソ連空軍司令部の決定で停止された。そのため、現在では大半の搭載機からは取り外されており、搭載している機でも弾薬は積んでいない。